# Happy Summer Wedding
Singles de Morning Musume
Koi no Dance Site
(26 janvier 2000) I Wish
(6 sept. 2000)
Happy Summer Wedding (ハッピーサマーウェディング, trad. : "Joyeux mariage d'été") est le 9e single du groupe de J-pop Morning Musume, sorti en 2000.

## Présentation
Le single, écrit et produit par Tsunku, sort le 17 mai 2000 au Japon sur le label zetima. Il atteint la 1re place du classement Oricon, et reste classé pendant 26 semaines, pour un total de 990 950 exemplaires vendus durant cette période ; il atteindra le million de ventes par la suite.
C'est le premier single du groupe à sortir au format "maxi-CD" de 12 cm de diamètre, comme les singles qui suivront ; les huit précédents singles étaient sortis au format "mini-CD" de 8 cm, mais seront eux aussi ré-édités au format 12 cm en 2005.
C'est le dernier single avec Sayaka Ichii, qui avait annoncé son départ pour les jours qui suivent sa sortie, et c'est le premier single avec les quatre nouvelles membres de la "4e génération" qui ont rejoint le groupe le mois précédent.
La chanson-titre du single figurera uniquement sur le premier album compilation du groupe, Best! Morning Musume 1, qui sort huit mois plus tard début 2001.

## Formation
Membres du groupe créditées sur le single :
- 1re génération : Yuko Nakazawa, Kaori Iida, Natsumi Abe
- 2e génération : Kei Yasuda, Mari Yaguchi, Sayaka Ichii (dernier single)
- 3e génération : Maki Goto
- 4e génération (début) : Rika Ishikawa, Hitomi Yoshizawa, Nozomi Tsuji, Ai Kago

## Liste des titres
1. Happy Summer Wedding (ハッピーサマーウェディング?) – 4:50
2. Tsūgaku Ressha (通学列車?) – 4:32
3. Happy Summer Wedding (Instrumental) (ハッピーサマーウェディング?) – 4:46